# Морґі (Новодворський повіт)
Морґі (пол. Morgi) — село в Польщі, у гміні Насельськ Новодворського повіту Мазовецького воєводства.
Населення — 206 осіб (2011).
У 1975-1998 роках село належало до Цехановського воєводства.

## Демографія
Демографічна структура станом на 31 березня 2011 року:
|          | Загалом | Допрацездатний вік | Працездатний вік | Постпрацездатний вік |
| -------- | ------- | ------------------ | ---------------- | -------------------- |
| Чоловіки | 96      | 23                 | 68               | 5                    |
| Жінки    | 110     | 27                 | 66               | 17                   |
| Разом    | 206     | 50                 | 134              | 22                   |